# Elleanthus capitatellus
Elleanthus capitatellus är en orkidéart som beskrevs av Robert Louis Dressler. Elleanthus capitatellus ingår i släktet Elleanthus och familjen orkidéer.
Artens utbredningsområde är Panamá. Inga underarter finns listade i Catalogue of Life.